# Paardenhaarzegge
Paardenhaarzegge (Carex appropinquata) is een vaste plant, die behoort tot de cypergrassenfamilie (Cyperaceae). De soort staat op de Nederlandse Rode Lijst van planten als zeer zeldzaam en matig afgenomen. De soort komt van nature voor in Eurazië. Het aantal chromosomen is 2n = 64.
De plant wordt 40-80 cm hoog en vormt dichte pollen met overhangende stengels en halmen. De vrij dunne, ruwe stengels zijn driekantig. De geelgroene bladeren zijn 2-3 mm breed en vlak tot gootvormig. De onderste bladscheden vormen bij het ouder worden een zwartachtige, taaie vezelmassa.
Paardenhaarzegge bloeit in april en mei. De dicht pluimvormige bloeiwijze bestaat uit vrij losse, langwerpig-eivormige aren met vaak onderaan tot 2 cm lange zijtakken. Bovenaan de aar zitten mannelijke bloemen met daaronder de vrouwelijk bloemen. De schutbladen zijn priemvormig. De roodbruine kafjes zijn in het midden lichter en hebben geen of zeer smalle vliezige randen.
Het platbolle, eironde, doffe urntje is ongeveer 3 mm groot en heeft op de rugkant tien tot twaalf nerven en op de buikkant ongeveer zes nerven. Het urntje is aan de voet afgerond tot hartvormig en heeft aan de toegespitste top een korte tweetandige snavel. Een urntje is een soort schutblaadje dat geheel om de vruchten zit. Het vruchtbeginsel heeft twee stempels.
De vrucht is een lensvormig nootje.
Paardenhaarzegge komt voor op natte, matig voedselrijke grond in moerasbossen, moerassen en beekdalhooilanden.

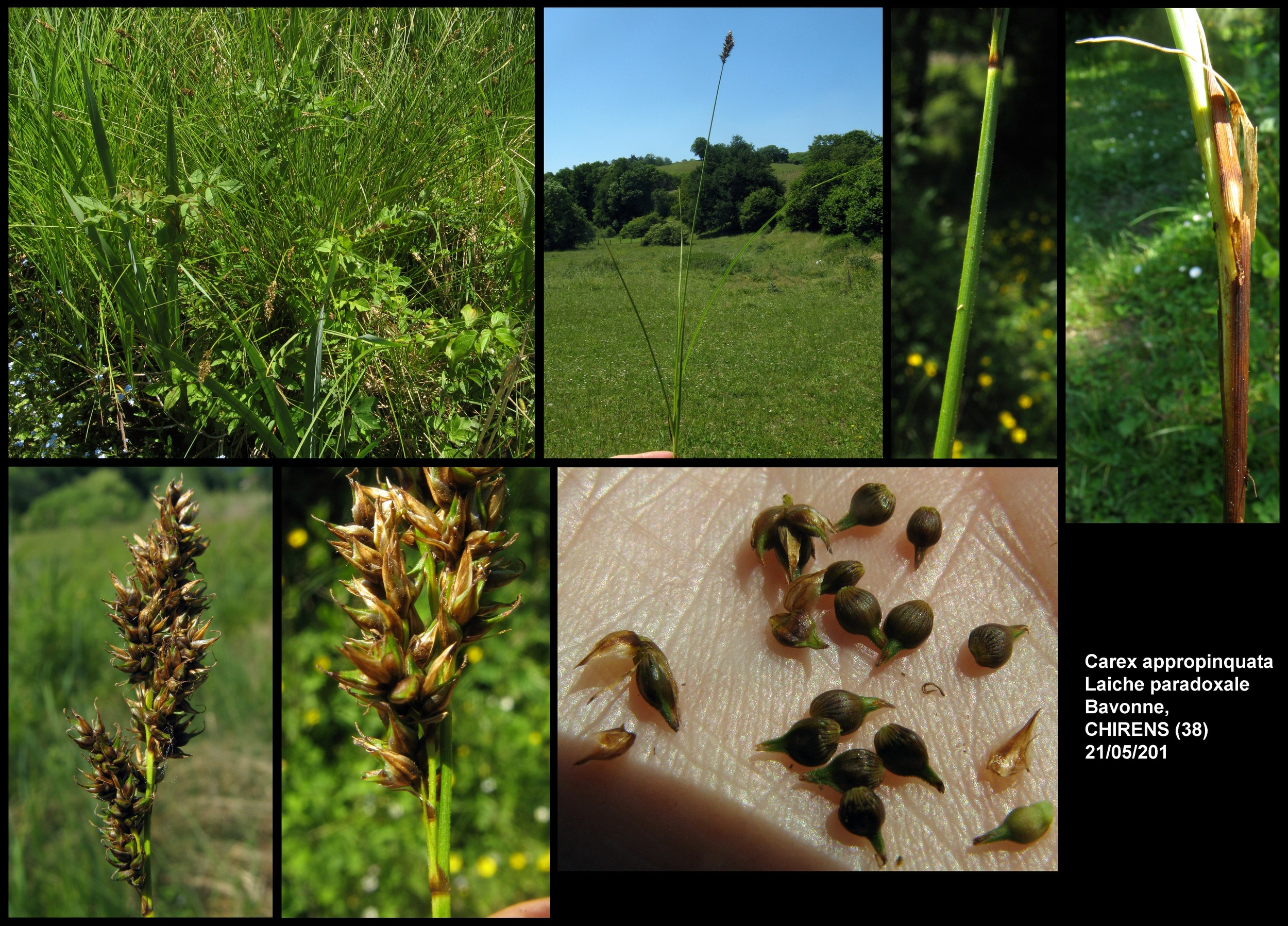
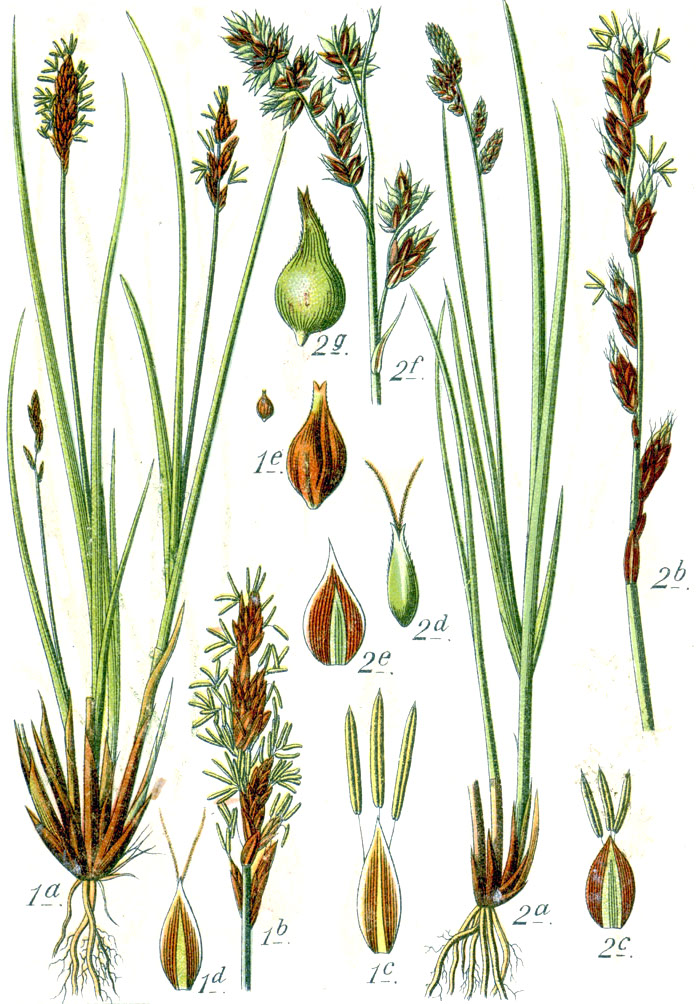
1 = Paardenhaarzegge
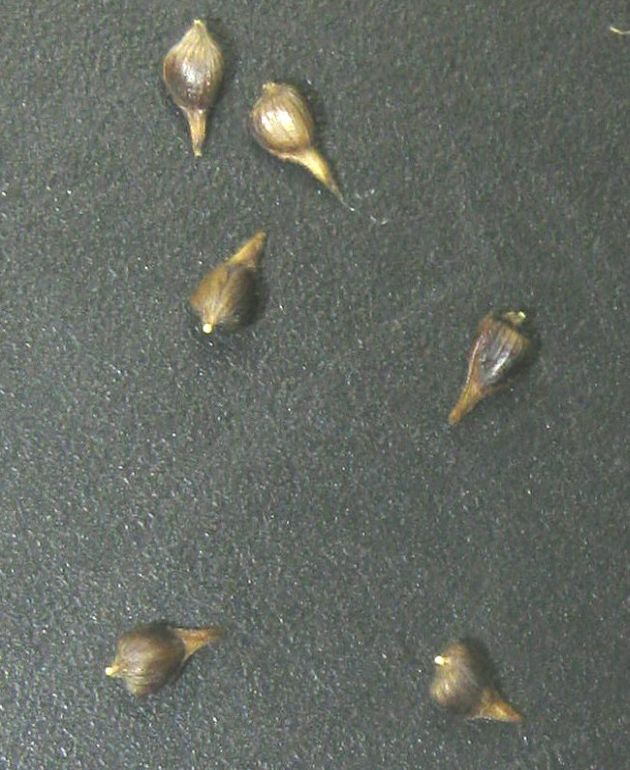
Vruchten

## Plantengemeenschap
Paardenhaarzegge is een kensoort voor het elzenzegge-elzenbroek (Carici elongatae-Alnetum), een plantengemeenschap behorende tot de klasse van elzenbroekbossen.